# Leptoria phrygia
Leptoria phrygia is een rifkoralensoort uit de familie van de Merulinidae. De wetenschappelijke naam van de soort is voor het eerst geldig gepubliceerd in 1786 door John Ellis & Daniel Solander.